# سباق الحلزون
سباق الحلزون هو شكل من أشكال الترفيه الذي يتحلى بروح الدعابة، ويتضمن سباق حلزونين أو أكثر من الحلزونات التي تتنفس الهواء. وعادة ما يتم استخدام أنواع حلزون مثل حلزون الحدائق، وهذا النوع موطنه الأصلي أوروبا، ولكن تم إدخاله عن طريق الخطأ إلى العديد من البلدان في جميع أنحاء العالم.
هناك العديد من أحداث سباق الحلزون التي تحدث في أماكن مختلفة حول العالم، على الرغم من أن الأغلبية تحدث في المملكة المتحدة.

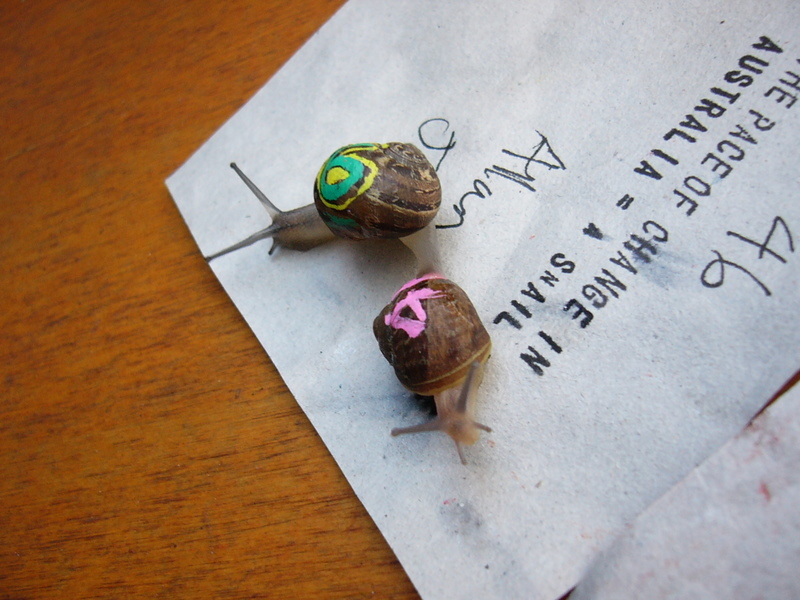

وعادة ما تجري سباقات الحلزون على مسار دائري حيث يبدأ الحلزون في الوسط ويتسابق إلى الحافة. وغالباً ما يأخذ المسار شكل قماش رطب فوق طاولة. ويتم تحديد نصف القطر عادةً عند 13 أو 14 بوصة. ويتم كتابة رقم المتسابق على القواقع أو يتم وضع ملصقات أو علامات صغيرة عليها للتمييز بين كل منافس.

## مسابقات
وفي الستينات بدأت «بطولة العالم لسباق الحلزون» السنوية في كونغهام في مقاطعة نورفولك، بعد أن شهد المؤسس توم إلويس حدثًا لسباقات الحلزون في فرنسا. وفي عام 1995، شهد سباق تحديد الوقت القياسي والبالغ دقيقتين بواسطة حلزون يُدعى أرشي. وفي عام 2007 كان من اللازم إلغاء أحد الاحداث عندما كانت الدورة مشبعة بالمياه لفترة طويلة بسبب الأمطار الغزيرة، حيث حدث ذلك بعد أيام فقط من وفاة الويس. وفي عام 2008 فاز هيكي كوفالاينن ببطولة العالم في زمن قدره ثلاث دقائق وثانيتين، وقد سمي هذا الحلزون على اسم سائق سباقات الفورمولا 1 ،  وفي عام 2010 وفي بطولة العالم فاز حلزون يدعى سيدني في زمن قدره ثلاث دقائق و 41 ثانية.
وفي عام 1999 عقد أول سباق تنافسي للحلزون في لندن تحت مسمى «بطولة غينيس جاستروبود» والتي علق عليها خبير سباقات الخيول الناقد جون ماكريريك، والذي بدأ السباق بعبارة «جاهز، ثابت، بطيئ!». وأصبح هذا المصطلح شائع عند بدء السباق. وفي العام التالي، عرضت موسوعة جينيس سباق الحلزون في إعلانها «رهان على الأسود» كجزء من حملة «الأشياء الجيدة تأتي لمن ينتظر» أو كما يقال (ثمرة النجاح تأتي من الصبر الطويل). وفاز الإعلان بالجائزة الفضية في مهرجان كان ليونز الدولي للإعلان، وسخر من حملته «اكسترا كولد» بعد عدة سنوات.
وفي عام 1992 بدأت «البطولة الكبرى لسباق الحلزون» في كامبريدجشير في قرية سنيلول كجزء من احتفالها الصيفي السنوي. فهي تجتذب في العادة ما يصل إلى 400 شخص إلى القرية، أي أكثر من ضعف عدد سكانها المعتاد.

## في الثقافة الشعبية
- Turbo ، فيلم رسوم متحركة 2013 DreamWorks للرسوم المتحركة يعرض حلزون سباق يُدعى Turbo.[8]
- يظهر سباق الحلزون في لعبة فيديو Undertale لعام 2015.

## روابط خارجية
- فيديو عن بطولة العالم لسباق الحلزون نسخة محفوظة 27 مارس 2008 at Archive.is [ رابط معطل دائم ]
- بطولة العالم لسباق الحلزون ، snailracing.net